# Новий лібертаріанський маніфест
«Новий лібертаріанський маніфест» (англ. New Libertarian Manifesto) — це фундаментальна праця по філософії агоризму американського політичного філософа Семюеля Едварда Конкіна III, в якій він виклав своє бачення функціонування майбутнього лібертаріанського (вільного) суспільства, а також приклади існуючих сірого і чорного ринків. У роботі міститься критика використання силових чи політичних (тобто протестних або легальних акцій зі зміни державних норм) методів для побудови вільного суспільства на користь використання неполітичних і неелекторальних стратегій. І головне, Конкін описує основну стратегію ліквідації держави за допомогою чорного ринку, відому як контрекономіка. 
Маніфест планувалося опублікувати в 1975 році, але довелося чекати трохи довше. Він був опублікований на чорному ринку, без надання копії у Бібліотеку Конгресу. Маніфест вперше було видано «Anarchosamizdat Press» в жовтні 1980 року, а згодом був перевиданий «Koman Publishing Co.» в лютому 1983 року і «KoPubCo» у 2006 році. Після того як були розпродані тисячі «звичайних» примірників і ще 1500 «покращених», Конкін назвав свою роботу «чорноринковим бестселером».
У 2012 році видавництвом «Anarchosamizdat Press» було випущено перше видання російською мовою (ISBN 978-1-62154-749-5).

## Відгуки

### Мюррей Ротбард
Чотири частини маніфесту систематично критикував відомий економіст австрійської школи і теоретик анархо-капіталізму Мюррей Ротбард, один з основних попередників роботи Конкіна. Висловлену в маніфесті ідею про те, що наймана праця є небажаною і повинна зникнути, Ротбард назвав абсурдною, зазначивши, що промислове виробництво не зможе існувати тільки через запрошення незалежних підрядників, через надмірно високі в такому випадку трансакційні витрати. Ротбард також зауважив, що немає ніякої необхідності кожному найманому працівнику викуповувати засоби виробництва у свою власність, якщо для нього вигідніше працювати на власності роботодавця-капіталіста. Також Ротбарду здавалося малоймовірним, що чорний ринок зможе скласти реальну конкуренцію білому ринку у сфері надання таких товарів як автомобілі, сталь, цемент, які мають меншу вартість і куди більш невигідні для контрабандної торгівлі ніж дорогоцінні камені, золото, наркотики й тому подібне. Ротбард вважав, що чорний ринок в будь-якому випадку неефективний як засіб повалення авторитарного режиму, і можливо навіть економічно підтримує існування нездатних по-іншому забезпечити себе систем, таких як Радянський Союз. Однак, Ротбард висловив і кілька позитивних зауважень, сказавши, що «робота Конкіна безперечно заслуговує на увагу, хоча б тому, що нам потрібно більше поліцентризму в русі; а Конкін струшує за шкірку загрузлих у своєму бездумному самозаспокоєнню партократів. Але головне, тому, що він глибоко піклується про свободу і може захищати її словом і на листі, а ці якості дуже рідко зустрічаються в сучасному ліберальному русі». На критику Ротбарда була відповідь з боку Конкіна.

### Інші
Лібертаріанець Роберт Лефевр вітав цю роботу як «найбільш послідовну в цілях та методах» і стверджував, що «вона заслуговує на те, щоб мати вплив, і буде мати вплив на багатьох "старих лівих"». 